# ميكل سان خوسيه
ميكيل سان خوسيه دومينغيز (بالإسبانية: Mikel San José Domínguez) هو لاعب قلب دفاع في فريق نادي أموريبايتا. ميكيل لاعب ناشئ من مواليد بامبلونا 30\03\1989، وتمكّن بفضل مهارته واستبساله في خط الدفاع من خطف مركز أساسي في تشكيلة أتلتيك كلوب دي بلباو، كما أنّه لاعب أساسي في تشكيلة منتحب إسـبانيا لدون ال 21 سنة. يتميّز ميكيل بتسديدات ضربات الجزاء وبقدرته في الكرات العالية نظراً لبنيته القوية وطوله البالغ 1.88 سم. قد لا تطول الفترة ويضم سان خوسيه إلى التشكيلة الأولى للمنتخب الإسباني الأوّل الفائز حديثاً ببطولة العالم 2010.

## روابط خارجية
- ميكل سان خوسيه على موقع الاتحاد الأوربي (الإنجليزية)
- ميكل سان خوسيه على موقع قاعدة بيانات كرة القدم.إي يو (الإنجليزية)
- ميكل سان خوسيه على موقع ناشيونال فوتبول تيمز (الإنجليزية)
- ميكل سان خوسيه على موقع Soccerbase.com (لاعب) (الإنجليزية)
- ميكل سان خوسيه على موقع Soccerway.com (الإنجليزية)
- ميكل سان خوسيه على موقع عالم كرة القدم.نت (الإنجليزية)
- ميكل سان خوسيه على موقع AS.com (الإسبانية)